# Spondylos
Spondylos, spondylartros eller ryggartros är en typ av artros i ryggraden.

## Allmänt
Sjukdomen spondylos innebär att degeneration (nedbrytning) sker av ryggradens diskar, kotor, kotledband och facettleder. Vanligen börjar sjukdomsförloppet med att diskarna (ryggens "stötdämpare") förlorat en del av sin elasticitet, vilket leder till att diskarnas stötdämpande funktion minskas. Detta innebär att ledband, facettleder och skelettet belastas hårdare än innan. Till följd av den ökade belastningen kan det bildas förkalkningar mellan ryggkotorna, vilket minskar rörligheten i ryggen.
De flesta människor över 40 år har spondylos. Nästan alla äldre människor drabbas av någon grad av spondylos.
Spondylos kan leda till spinal stenos.

## Symtom
Spondylos kan ofta uppträda utan symtom. Möjliga symtom är begränsad rörlighet, smärta i ryggraden (nacke/ländrygg vanligast, ibland hela ryggen), smärta/domningar i armar/ben och ischias.

## Diagnostik
Diagnos kan ske genom slätröntgen av ryggraden.

## Behandling
Det går inte att behandla själva tillståndet, men det går att behandla symtomen.